# Série alcaline
Magma alcalin, magmatisme alcalin
 (novembre 2018).
Si vous disposez d'ouvrages ou d'articles de référence ou si vous connaissez des sites web de qualité traitant du thème abordé ici, merci de compléter l'article en donnant les références utiles à sa vérifiabilité et en les liant à la section « Notes et références ».

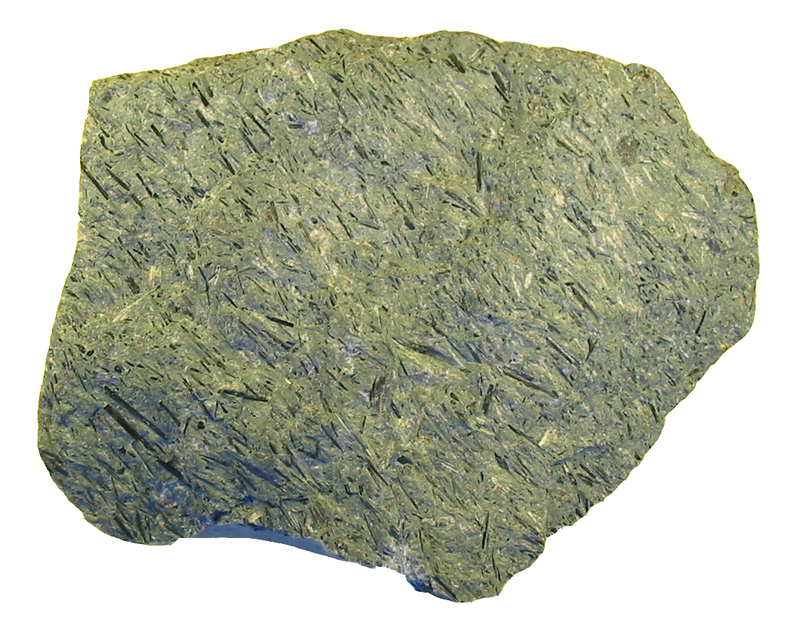
Tinguaite, roche appartenant aux phonolites.

Une (ou la) série alcaline est une suite de roches volcaniques provenant de la différenciation, par cristallisation fractionnée, d'un magma alcalin. Le magmatisme alcalin est l'ensemble des processus à l'origine des magmas alcalins. Les séries alcalines se rencontrent typiquement dans les îles océaniques et les rifts des plaques continentales.
Les magmas alcalins sont des magmas riches en éléments alcalins (en pratique, riches en Na2O et K2O). Pour une même concentration en silice (SiO2), les roches de la série alcaline sont plus riches en alcalins que celles de la série calco-alcaline et de la série tholéitique, mais moins riches en potasse (K2O) que celles de la série shoshonitique.

## Origine
L'origine du magmatisme alcalin semble liée aux panaches mantelliques. Le manteau terrestre, généralement considéré comme originellement chondritique, est pauvre en éléments alcalins, et plus encore en potassium (K) qu'en sodium (Na). La source des roches alcalines ne peut donc pas être le manteau chondritique mais très probablement des zones du manteau enrichies en alcalins par des matériaux crustaux subduits.
De fait, les magmas alcalins et les carbonatites apparaissent pour la première fois au Mésoarchéen (~3 Ga), peut-être avec le début de la tectonique des plaques. La fusion et le dégazage des plaques subduites dans le manteau profond ont provoqué un métasomatisme généralisé et la formation de réservoirs enrichis en éléments alcalins et lithophiles.

## Roches de la série alcaline
Par ordre de différenciation croissante, la série alcaline comprend :
- des basaltes alcalins (en), dont la norme CIPW (en) comporte de la néphéline (des feldspathoïdes sont ou non exprimés) ;
- des  trachybasaltes ;
- des benmoréites ;
- des trachytes (saturés à légèrement sous-saturés en silice) ;
- des phonolites (fortement sous-saturées) ;
- des rhyolites (fortement sous-saturées).